# Witold Marciszewski (matematyk)
Witold Michał Marciszewski – polski matematyk, profesor nauk matematycznych. Specjalizuje się w topologii. Profesor zwyczajny w Instytucie Matematyki Wydziału Matematyki, Informatyki i Mechaniki Uniwersytetu Warszawskiego (kierownik Zakładu Geometrii i Topologii) oraz profesor w Instytucie Matematycznym PAN. 

## Życiorys
Absolwent Liceum im. Gottwalda w Warszawie. Studia matematyczne ukończył na Uniwersytecie Warszawskim w 1983, gdzie następnie został zatrudniony i zdobywał kolejne awanse akademickie. Stopień doktorski uzyskał w 1987, a habilitował się w 1997 na podstawie dorobku naukowego i rozprawy pt. O klasyfikacji przestrzeni funkcji ciągłych z topologią zbieżności punktowej. Tytuł naukowy profesora nauk matematycznych otrzymał w 2005. Członek Polskiego Towarzystwa Matematycznego. W ramach macierzystego Wydziału Matematyki, Informatyki i Mechaniki pełnił m.in. funkcję prodziekana. 
Swoje prace publikował w takich czasopismach jak m.in. „Mathematical Analysis And Applications”, „Studia Mathematica”, „Journal of Functional Analysis” oraz „Colloquium Mathematicum”.
Był członkiem honorowego komitetu poparcia Bronisława Komorowskiego przed przyspieszonymi wyborami prezydenckimi w 2010, oraz przed wyborami prezydenckimi w Polsce w 2015 roku.